# Јаци Корбо (Потенца)
Јаци Корбо (итал. Iazzi Corbo) је насеље у Италији у округу Потенца, региону Базиликата.
Према процени из 2011. у насељу је живело 34 становника. Насеље се налази на надморској висини од 540 м.